# Георги Марков (критик)
Вижте пояснителната страница за други личности с името Георги Марков.
Георги Митрев Марков е български литературен критик , професор и писател .

## Биография
Завършва българска филология в Софийския университет „Климент Охридски“ през 1951 г., асистент е през същата година , от 1967 г. е доцент, а от 1975 г. професор в Катедрата по теория на литературата в СУ, като оглавява катедрата (1971-1987). Печата за първи път във вестник „Стожер“ през 1947. Сътрудничи на централния литературен печат. Работи като редактор в сп. „Септември“, отдел „Критика“.
От 1970 до 1972 г. Георги Марков е лектор по български език и литература в Гьотингенския университет. След това е директор на Центъра за литературни проучвания при Съюза на българските писатели.
Автор е на проучвания върху българска литература между двете световни войни, историята на литературната критика и съвременната българска литература. Изследва творчеството и живота на Гео Милев (вкл. спомени на негови съвременници), пише студии и предговори към изданията на поета, съставител е, често с Леда Милева, на издания на Гео Милев, занимава се конкретно със сп. „Пламък“ (на Гео Милев), а през 1986 редактира и пише предговор на фототипно издание на сп. „Пламък“ (изд. „Български писател“).
Баща на литературната критичка и историчка Милена Кирова.

### Проза
- Разкази за труда, София: Профиздат, 1983

#### На немски
- Georgi Mitrev Markov, Zeit im Gepäck, прев. Wolfgang Köppe, Berlin: Verl. Neues Leben, 1965
- Georgi Mitrev Markov, Die Frau Gemahlin des Herrn Käsehändlers, прев. Wolfgang Köppe, 1966